# Vittoria Titomanlio
Vittoria Titomanlio (Barletta, 22 aprile 1899 – Napoli, 28 dicembre 1988) è stata una politica italiana, ricordata per essere stata una delle 21 donne elette all'Assemblea costituente italiana.

## Biografia
Di professione maestra elementare e membro dell'Azione cattolica, nel 1946 fu una delle 21 donne elette all'Assemblea costituente, nel XXIII collegio elettorale di Napoli per la Democrazia Cristiana.
Fu ancora eletta alla Camera dei deputati nelle prime quattro legislature, tra il 1948 e il 1968, sempre iscritta al gruppo democristiano. Nell'ambito dell'attività parlamentare ha fatto parte delle commissioni permanenti sul lavoro e previdenza sociale (1948-1952), di quella su istruzione e belle arti (1952-1968) e di quella su industria e commercio (1960-1968). Nella II legislatura ha inoltre partecipato alla Commissione parlamentare consultiva riguardo all'assicurazione obbligatoria contro le malattie per gli artigiani (1957-1958) e a quella per la disciplina giuridica delle imprese artigiane (1956-1958), e nella III a quella per i provvedimenti per Napoli (1959-1963).
Salì alla ribalta delle cronache nel luglio del 1950 per aver protestato al ristorante, insieme ai colleghi di partito Oscar Luigi Scalfaro e Umberto Sampietro, contro una signora che cenava con le spalle nude: l'episodio fu quindi oggetto di un'interrogazione parlamentare alla Camera, in quanto l'altra commensale presentò querela ritenendosi offesa .